# Chlorocoma chloe
Chlorocoma chloe är en fjärilsart som beskrevs av Thierry-mieg 1915. Chlorocoma chloe ingår i släktet Chlorocoma och familjen mätare. Inga underarter finns listade i Catalogue of Life.